# EE-9 Cascavel
EE-9 Cascavel – 6-kołowy pojazd rozpoznawczy produkowany w latach 70. XX wieku w Brazylii przez firmę Engesa. Wykorzystuje wiele podzespołów z EE-11 Urutu.

## Warianty
- Cascavel I (Cascavel Magro) – z działem 37 mm od lekkich czołgów Stuart.
- Cascavel II (Cascavel Gordo) – z francuską wieżyczką H 90 z działem kal. 90 mm DEFA D 921 (produkcja na eksport).
- Cascavel III z wieżyczką Engesa z belgijskim działem  Cockerill Mk 3 kal. 90 mm produkowanym na licencji.
- Cascavel IV z nowym silnikiem i układem przeniesienia napędu, usprawnionym systemem widzenia dzienno-nocnego, dalmierzem laserowym i karabinem przeciwlotniczym kal. 12,7 mm.